# 교향곡 8번 (브루크너)
교향곡 8번 다단조 WAB.108 ‘묵시적’는 안톤 브루크너의 완성된 교향곡 중에서는 마지막 작품이다. 두 개의 판본, 1887년판과 1890년판이 존재한다. 1892년 한스 리히터의 지휘로 빈에서 초연되었다. 오스트리아의 황제 프란츠 요제프 1세에게 헌정되었다.
이 곡의 별명을 "묵시적"이라고 부르는 사람들도 있어서 이 곡에 부제가 되었다.

## 작곡과 출판
교향곡 7번은 브루크너에게 진정한 첫 성공을 가져다 주었다. 7번의 성공으로 인해 크게 자신감을 얻은 브루크너는 바로 8번 교향곡의 작곡에 착수했다. 교향곡 8번의 작곡이 시작된 것은 1884년 7월부터였다. 빈 대학과 빈 콘서바토리의 교수직을 맡고 있어, 보통 여름방학 기간에 작곡에 몰두했다. 네 악장의 초고를 완성한 것은 1885년 8월이다. 오케스트레이션을 완성된 것은 1887년 4월이다. 곡을 완성한 브루크너는 기쁨에 차서 가장 먼저 헤르만 레비에게 알렸다. 브루크너는 일전에 레비가 공연한 자신의 교향곡 7번 연주를 듣고 크게 감명받아 8번 교향곡이 완성되면 레비에게 초연을 의뢰할 생각이었다. 그러나 작품을 검토한 레비는 뜻밖에도 회의적인 답변을 보내며 완곡하게 초연을 거절하였다. 브루크너는 크게 상심하였으나 이내 작품을 개작하기 시작하였다. 8번 교향곡의 개정 작업과 더불어 전작들까지 대대적인 수정을 가하게 되어 8번 교향곡의 개정 작업은 지연되었다. 이 시기를 2차 개정 파동이라고도 부르며 이 시기에 부르크너는 1번, 3번, 4번, 8번 교향곡의 개정작업을 병행하였다. 전작들의 개정작업 때문에 정작 8번 교향곡의 개정작업은 지연되어 실질적으로 1889년에야 이루어졌으며 1890년 최종적으로 완료되었다.
빈에서 초연된 교향곡 3번의 처참한 실패를 경험한 브루크너는 이후에 완성된 교향곡들을 가급적이면 빈 이외의 지역에서 초연하려 하였다. 교향곡 8번의 초고 역시 헤르만 레비에게 의뢰하여 뮌헨에서 초연하려 하였고, 레비가 초고의 초연을 완곡히 거절한 이후 개정작업을 거친 제2고는 젊고 야심한 펠릭스 바인가르트너가 초연을 추진하였다. 그러나 바인가르트는 이 작품의 연주에 어려움을 느껴 초연 일정을 지연시켰고, 브루크너도 바인가르트너의 능력에 회의를 품었다. 결국 이 작품은 1892년 한스 리히터가 지휘하는 빈 필하모닉 오케스트라에 의해 초연되어 전례없는 대성공을 거두었다. 그러나 한슬릭과 브람스 등은 여전히 회의적, 비판적 반응을 보였다.

## 악기편성
플루트4(4번은 피콜로 겸함), 오보에4, 클라리넷4, 바순4, (4번은 콘트라바순 겸함), 호른8(5~8번은 바그너 튜바 겸함), 트럼펫4, 트롬본 4, 튜바, 팀파니, 심벌즈, 트라이앵글, 하프3, 현 5부(16, 16, 12, 12, 10)

## 구성

### 1악장
Allegro moderato 알레그로 모데라토
C단조. 2/2 박자. 3개의 주제를 가진 소나타 형식. (참고 : 설명은 노바크 판 제2원고에 근거)
현악기의 트레몰로로 시작되어, 낮은 현에 묵직하게 비극적인 제1주제가 나타난다. 제1주제의 리듬 및 동기는 전곡을 지배한다. 제2 주제는 G장조, 악보에도 breit und markig (밝고, 분명히)라는 발상이 있는 서정적인 주제이다. 이 주제도 전조를 반복한다.
오보에의 경과구가 제3주제는 E플랫 단조, 현악기의 피치카토로 나타난다. 바쁜 움직임 뒤에 강렬한 하강 음형이 등장하는 불길한 것이다. 제시부는 124마디에서 E플랫 장조의 장려한 전체 합주에 의해 끝난다. 제시부에서는 관계조이어야 할 C단조의 요소는 적고 조적으로 불안정하다.
전개부는 제128마디부터 시작되어, 제1주제가 모방되어 제1주제와 제2주제가 아래쪽으로 전환되는 형태로 전개되는데, 여기는 짧다. 반전된 제2주제의 브루크너 동형진행을 반복한 후, 제225마디에서 2개의 주제를 심하게 거듭한 불협화음의 fff에 달한다.
긴 듯한 경과구가 있고 재현부는 제291마디에서 제1주제가 등장하는데 상당히 변형되어 짧다. 제2주제와 제3주제는 형태대로 재현된다. 제369마디에서 제1악장의 최고조가 찾아와서, 금관 악기 군에 의해 C음이 반복된다. 브루크너 자신은 이 신호와 같은 강한 연주를 「죽음의 예고」라고 설명했다.
그것이 잔잔해져, 제393마디에서 제1주제가 스러지는 형태로 제1악장을 매듭짓는다. 브루크너 자신은 ppp 코다를 「체념」이라고 밝혔다.

### 2악장
Scherzo (Allegro moderato) 스케르초 (알레그로 모데라토)

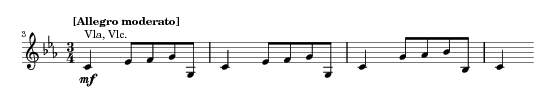
The first appearance of the deutscher Michel theme in the scherzo

C단조, 3/4박자, A - B - A의 3부 형식. 스케르초 주부(A)와 트리오(B)도 각각 세도막 형식을 취하기 위해, 이 스케르초 악장은 복합 삼부 형식이 된다.
이 스케르쪼 악장은 두 판본이 근본적으로 같으나, 첫 번째 판이 조금 더 반복이 잦다. 오케스트레이션과 다이나믹이 두 번째 판에서 조금 더 정리되었으며, 따라서 더 풍부하고 오리지널한 소리를 낸다. 트리오는 차이가 좀 많다. 1890년판은 아다지오판을 고려하여, 하프를 넣었으며, 속도를 더 느리게 했다. 두 판본 모두 교향곡 8번의 스케르쪼 악장이 15분의 분량으로, 브루크너의 스케르초 중 가장 길다.

### 3악장
Adagio (Feierlich langsam, doch nicht schleppend) 아다지오 (평화롭게 느리게, 그러나 처지지는 않게)
판본마다 다른 점은 클라이막스 부분이다. 1887년판에서 브루크너는 여섯번의 심벌을 넣었다. 그는 그것이 과하다고 생각했음이 분명하며, 1890년판에서는 두 번으로 줄였다. 클라이막스 조성도 원래 1887년판에서는 다장조였으나, 1890년판에서는 내림마장조로 바꾸었다. 마무리 부분(코다)는 교향곡 9번의 아다지오 악장에서도 차용했다.
아다지오로서 다른 교향곡과 다른 점은, 두 번째 주제가 첫 번째 주제보다 빠르지 않다. 첫 번째 주제는 슈베르트의 피아노포르테곡인 방랑자 환상곡에서 따온것이며 이에 응답하면서 하강한고, 둘 모두 풍부한 현의 떨림으로 표현된다. 두 번째 주제는 불완전한 화음이 희열을 가지고 뿜어나온다. 이러한 구조와 스케일은 다른 그의 교향곡보다도 더 대규모이다.
판본들 중에 가장 큰 차이는 이 아다지오중에 있으며, 따라서 논란도 많다. 하스판은 1890년판에 조용하고 장엄한 부분, 큰 두 부분 사이(즉 주제의 클라이막스 이전)에 넣었으나, 노바크판은 두 큰 부분을 그대로 이었다. 이를 듣는 사람은, 내림마장조 클라이막스로 도약하는 부분에서, 완전히 다른 느낌을 받게 된다. 이 두 판본 모두 1890년판의 아다지오는 1887년 원판보다 더 짧다.

### 4악장
Finale (feierlich, nicht schnell) 피날레 (평화롭게, 빠르지 않게)
박력있게 시작하며, 네 악장의 주제(리듬이라도)를 적절히 섞어 승리의 주제로 결말짓는다. 마지막 악장의 형태는 복잡하며, 세 주제를 가진 소나타 형식으로 크게 볼 수 있으나, 교향곡 7번의 1악장과 같이 개성이 뚜렷하다.
시작되는 주제는 강력한 코랄이며, 리듬있게 두드려대는 팀파니가 1악장의 몇 부분을 흉내내는 행진곡으로 시작한다. 두 번째 주제는 노래가락 같은 주제이며, 1악장의 대응되는 부분을 상기할 뿐 아니라 3악장의 첫 부분과도 대응된다. 제3주제는 다시 행진곡풍이며, 1악장의 세 번째 주제를 다시 가지고 온다. 마지막으로 세 번째 주제가 푸가화되며 장엄하고 밝게, 교향곡을 마무리한다.

## 연주시간
- 총 1시간 22분

## 판본
완전한 자필 악보로 1887년판과 1890년판 두 가지가 있으며, 두 가지 판본 모두 브루크너 사후 노바크가 출판하였다. 샬크 등 제자들이 주도하여 수정되어 1892년에 최초로 출판된 1892년판(샬크판, 개정판), 로베르트 하스가 1890년판을 바탕으로 제자들의 압력 때문에 삭제되었다고 판단한 부분을 복원한 하스판이 있다. 완성된 판본 이외에도 브루크너의 대개의 작품과 같이 스케치들도 많이 존재한다.
이러한 스케치를 통해 시작하는 주제가 어떻게 진화했는지 알 수 있다.

### 1887년 판본 (초고)
이 판본은 브루크너 교향곡 8번의 오리지널한 모습이다. 이 판본을 처음 받아본 헤르만 레비가 부정적인 견해를 표출하지 않았다면 이 작품은 이 판본의 형태로 남게 되었을지도 모른다. 그러나 결과적으로 이 판본은 오랜동안 연주되지 않고 묻혀 있었다. 레오폴트 노바크가 1972년 이 판본을 출판하면서 세상에 알려지게 되었다. 그러나 이 판본은 현재 거의 연주되고 않고 있다.
이후에 개정된 1890년 판본과는 큰 차이가 있다. 1, 3악장은 작품의 전개가 크게 달라졌으며, 2악장의 트리오는 거의 완전히 새로 쓰여졌다. 4악장이 그나마 원래의 형태와 유사한 편이지만 적지 않은 부분들이 삭제되었다. 이 판본은 1890년판보다 길이가 길며, 악기 편성도 다르다. (1890년판은 3관 편성이다) 1887년판의 2관 편성은 보다 간결한 소리를 들려준다.
1972년에 세상에 알려진 이후에도 이 판본은 별로 연주되지는 않는다. 1890년 판본이 상대적으로 매우 우수하기 때문에 현재도 대부분 1890년 판본이나 이 판본을 기반으로 한 하스판이 연주되고 있다. 1887년 판본을 지지하는 소수의 연구자들도 있다. 브라이안 길리엄(Bryan Gilliam)은 나중 판본(1890년판 이후)은 더 짧고 스무스하기 때문에 브람스 추종자들의 경향에 따르는 개작이라고 주장한다(그러나 1892년 판본의 초연을 들은 브람스가 이 작품에 대해 매우 혹평을 내렸음을 고려한다면 길리엄의 견해는 타탕성이 떨어진다).

### 1890년 판본 (제2고)
1884년 착수하여 1887년에 완성된 초고를 본 헤르만 레비가 회의적인 견해를 피력하자 브루크너는 철저한 개정작업에 착수하여 3년이 지난 1890년 개정을 완료하였다. 1887년 판본과는 차이가 크다. 오늘날 브루크너 교향곡 8번은 통상적으로 이 판본 또는 이 판본을 바탕으로 하는 하스판을 의미한다. 이 개정이 얼마나 브루크너의 자의에 의한 것인가는 오랫동안 논란이 되어 왔다. 데릭 쿡과 같은 학자들은 1890년판이 브루크너가 요제프 샬크와 같은 동료들에게 부담을 받아 개작한 것이라고 본다. 쿡은 이를 심지어 "브루크너-샬크판"이라고 부른다. 하스 또한 개정 과정에서 제자들이 브루크너에게 여러 부분에서 삭제할 것을 요구한 외압이 있었다고 판단했다. 이러한 이유로 하스는 이 교향곡의 원전판을 편찬할 때 1890년 판본을 기본으로 하면서도 1887년 판본에서 삭제된 부분 중 일부를 다시 복원하였다. 이에 반하여 레오폴트 노바크는, 1890년 판본의 자필 악보에서 브루크너 이외의 필기체가 보이지 않는다고 주장한다. 브루크너의 친구들과 동료 작곡가들의 증언에 따르면 브루크너는 외부인의 간섭을 극도로 꺼려했다고 한다. 이러한 이유로 노바크는 1890년에 개정이 완료된 1890년 자필악보를 그대로 편찬하여 1955년에 출판하였다. 이것이 통상적으로 부르는 1890년 노바크판(노바크는 1887년, 1890년 판본 모두 출판하였다. 그러나 브루크너 교향곡 8번은 일반적으로 1890년 판본을 지칭하므로, 일반적으로 노바크판이라고 지칭하는 것은 1890년 노바크판을 의미한다.)이며, 엄밀한 의미에서 유일한 1890년 판본이다.
1890년 판의 스코어링은 1887년 판보다 더 완전하고 풍부하며, 목관의 더 모호한 텍스쳐와 화성이 특징이다. 1955년 레오폴트 노바크판으로 출판되었다.

### 1892년 판본 (개정판, 샬크판)
이 판본은 브루크너가 직접 완성한 1890년 판본(제2고)에 제자인 요제프 샬크와 막스 폰 오버라이트너가 마이너한 수정들을 가한 판본이다. 브루크너 생전인 1892년에 출판되었으며, 1944년 하스판이 출판되기 전까지 브루크너 교향곡 제8번의 유일한 악보였다. 그러나 원전판인 하스판과 노바크판이 1944년과 1955년에 각각 출판된 이후 1892년 판본은 제자들이 임의로 브루크너의 원본에 수정을 가해서 출판한 판본이라는 비판을 받으며 현재 사실상 연주되지 않고 있다. 그러나 이 판본은 브루크너 생전인 1892년에 출판되었기 때문에 브루크너의 개입이나 허락없이 수정되고 출판되었다는 주장은 설득력이 떨어진다. 오늘날 연구 따르면 이 개정은 브루크너가 직접 참여하거나 승인한 것으로 보는 견해도 있다.
이 판본을 '개정판'이라고 부르는 경우도 있다. 브루크너 제자들이 개정하였다는 점에서, 노바크판과 하스판을 '원전판'이라고 부르는 것에 대비하여 '개정판'이라고 한 것이다. 그러나 브루크너 본인이 개정한 것과 의미의 혼동을 초래하기 때문에 현재는 점차 사용되고 있지 않다. 이 판본의 편찬을 주도한 인물인 샬크의 이름을 따서 '샬크판'이라고 불리기도 한다.

### 하스판
하스가 1890년 판본(제2고)의 자필악보를 바탕으로 편찬하여 1944년 출판한 악보다. 1890년 판본을 바탕으로 하였으나, 개정 과정에서 샬크 등 제자들의 압력으로 삭제되었다고 판단한 1887년 판본의 일부 구절을 되살렸다. 일부 음악학자들은 이러한 하스의 편집 방침에 대해 기준이 객관적이지 못하다는 비판을 하고 있으나, 이와 별도로 하스판 자체의 음악적 가치에 대해서 높이 평가하는 사람들도 많다. 오늘날 하스판을 1887년판본과 1890년판본을 혼합한 판본이라고 자주 표현하기도 하나, 바람직한 표현이라고 하기는 힘들다. 노바크판 또한 임의로 1890년 악보에서 샬크가 자의로 했다고 판단한 부분을 수정한 부분이 있어 논란의 요소가 없는 것은 아니다.
하스판은 일부 음악학자들의 비난을 받고 있지만, 이 판본을 지지하는 사람들도 많다. 많은 음악가들이 음악적으로 하스판이 노바크판보다 뛰어나다고 평가하고 있다. 노바크는 브루크너의 자필 악보를 정리하여 찍어내는 기술자일 뿐이며, 하스야말로 브루크너의 음악적 의미를 이해하여 음악적 견지에서 작업을 수행한 진정한 음악인이라고 높이 평가하는 사람들도 있다. 게오르크 틴트너(Georg Tintner)는 8번 교향곡의 판본 가운데서 하스판이 가장 뛰어나며(The best), 하스를 훌륭하다고(brilliant) 평했다. 그러나 오늘날 많은 지휘자들이 하스판을 사용할 때 받게 될 비난을 두려워하여 안전하게 노바크판을 사용하는 경향이 있다. 그럼에도 불구하고 적지 않은 지휘자들이 하스판을 지휘하였다. 하스판을 사용한 지휘자로는 헤르베르트 폰 카라얀, 베르나르트 하이팅크, 귄터 반트, 다니엘 바렌보임, 라파엘 쿠벨릭, 쿠르트 마주어, 헤르베르트 블롬슈테트, 크리스토프 폰 도흐나니, 에두아르드 판 베이눔, 크리스티안 틸레만, 피에르 불레즈 등이 있다. 칼 뵘은 음반에 노바크판이라고 표기되어 있지만 실제로는 하스판과 노바크판을 절충하여 사용했고, 음반에 판본 표기가 되어있지 않은 칼 슈리히트 역시 하스판과 노바크판을 절충해서 사용했다.

## 참고 문헌
- 《작곡가별 명곡해설 라이브러리》 16권 '브루크너' 〈음악지우사〉 (音樂世界)

## 관련 논문
- 정은지, 〈숭고미(崇高美)의 관점으로 본 브루크너(A. Bruckner) 《8번 교향곡》 연구〉, 서울대학교 대학원 음악과 이론·음악학 전공 음악 석사 학위논문, 2023년 2월